# جایزه سینمایی انتخاب منتقدان برای بهترین طراحی صحنه و لباس
جایزه سینمایی انتخاب منتقدان برای بهترین طراحی صحنه و لباس (انگلیسی: Critics' Choice Movie Award for Best Costume Design)جایزه‌ای که توسط انجمن منتقدان پخش فیلم به فعالان بخش سینما داده می‌شود.

## لیست برنده‌ها و نامزدها

### دهه ۲۰۰۰
| سال   | فیلم                              | طراح                  |
| ----- | --------------------------------- | --------------------- |
| ۱۵مین | ویکتوریای جوان                    | سندی پاول (طراح لباس) |
| ۱۵مین | ستاره فروزان (فیلم)               | Janet Patterson       |
| ۱۵مین | حرامزاده‌های لعنتی                 | Anna B. Sheppard      |
| ۱۵مین | نه (فیلم ۲۰۰۹)                    | کالین اتوود           |
| ۱۵مین | جایی که موجودات وحشی هستند (فیلم) | Casey Storm           |

### دهه ۲۰۱۰
| سال   | فیلم                                    | طراح                                                                    |
| ----- | --------------------------------------- | ----------------------------------------------------------------------- |
| ۱۶مین | آلیس در سرزمین عجایب (فیلم ۲۰۱۰)        | کالین اتوود                                                             |
| ۱۶مین | قوی سیاه (فیلم ۲۰۱۰)                    | Amy Westcott                                                            |
| ۱۶مین | سخنرانی پادشاه                          | جنی بیون                                                                |
| ۱۶مین | شجاعت واقعی (فیلم ۲۰۱۰)                 | Mary Zophres                                                            |
| ۱۷مین | آرتیست                                  | مارک بریجز (طراح لباس)                                                  |
| ۱۷مین | خدمتکاران (فیلم)                        | Sharen Davis                                                            |
| ۱۷مین | هیوگو (فیلم)                            | سندی پاول (طراح لباس)                                                   |
| ۱۷مین | جین ایر (فیلم ۲۰۱۱)                     | مایکل اوکانور (طراح لباس)                                               |
| ۱۷مین | هفته‌ای که با مریلین گذراندم             | Jill Taylor                                                             |
| ۱۸مین | آنا کارنینا (فیلم ۲۰۱۲)                 | جکلین دورن                                                              |
| ۱۸مین | کلاود اطلس                              | Kym Barrett and Pierre-Yves Gayraud                                     |
| ۱۸مین | هابیت: یک سفر غیرمنتظره                 | Bob Buck, Ann Maskrey and ریچارد تیلر (فیلمساز)                         |
| ۱۸مین | بینوایان (فیلم ۲۰۱۲)                    | Paco Delgado                                                            |
| ۱۸مین | لینکلن (فیلم ۲۰۱۲)                      | Joanna Johnston                                                         |
| ۱۹مین | گتسبی بزرگ (فیلم ۲۰۱۳)                  | کاترین مارتین (طراح)                                                    |
| ۱۹مین | ۱۲ سال بردگی                            | Patricia Norris                                                         |
| ۱۹مین | حقه‌بازی آمریکایی                        | Michael Wilkinson                                                       |
| ۱۹مین | هابیت: برهوت اسماگ                      | Bob Buck, Lesley Burkes-Harding, Ann Maskrey, and ریچارد تیلر (فیلمساز) |
| ۱۹مین | نجات آقای بنکس                          | Daniel Orlandi                                                          |
| ۲۰مین | هتل بزرگ بوداپست                        | میلنا کانونرو                                                           |
| ۲۰مین | خباثت ذاتی (فیلم)                       | مارک بریجز (طراح لباس)                                                  |
| ۲۰مین | به‌سوی جنگل (فیلم)                       | کالین اتوود                                                             |
| ۲۰مین | مالیفیسنت (فیلم)                        | Anna B. Sheppard                                                        |
| ۲۰مین | آقای ترنر (فیلم)                        | جکلین دورن                                                              |
| ۲۱مین | مکس دیوانه: جاده خشم                    | جنی بیون                                                                |
| ۲۱مین | بروکلین (فیلم)                          | Odile Dicks-Mireaux                                                     |
| ۲۱مین | کارول (فیلم)                            | سندی پاول (طراح لباس)                                                   |
| ۲۱مین | سیندرلا (فیلم ۲۰۱۵)                     | Sandy Powell                                                            |
| ۲۱مین | دختر دانمارکی (فیلم)                    | Paco Delgado                                                            |
| ۲۲مین | جکی (فیلم ۲۰۱۶)                         | Madeline Fontaine                                                       |
| ۲۲مین | متفقین (فیلم)                           | Joanna Johnston                                                         |
| ۲۲مین | جانوران شگفت‌انگیز و زیستگاه آن‌ها (فیلم) | کالین اتوود                                                             |
| ۲۲مین | فلورانس فاستر جنکینز (فیلم)             | Consolata Boyle                                                         |
| ۲۲مین | لا لا لند                               | Mary Zophres                                                            |
| ۲۲مین | عشق و دوستی                             | Eimer Ní Mhaoldomhnaigh                                                 |